# Ґорло
Ґорло (пол. Gorło, нім. Gorlen: 1938-1945: Aulacken) — село в Польщі, у гміні Старі Юхи Елцького повіту Вармінсько-Мазурського воєводства.
Населення — 21 особа (2011).
У 1975-1998 роках село належало до Сувальського воєводства.

## Демографія
Демографічна структура станом на 31 березня 2011 року:
|          | Загалом | Допрацездатний вік | Працездатний вік | Постпрацездатний вік |
| -------- | ------- | ------------------ | ---------------- | -------------------- |
| Чоловіки | 11      | 0                  | 9                | 2                    |
| Жінки    | 10      | 3                  | 3                | 4                    |
| Разом    | 21      | 3                  | 12               | 6                    |